# Харер (султанат)
Харер (1559—1577) — середньовічна африканська держава, що утворилася внаслідок занепаду султанату Адал.

## Історія
Після поразки султана Ахмада 1542 року починається занепад Адалського султанату. Водночас до 1553 року посилюється влада Нур ібн Муджахіда, який продовжив війну з Ефіопією. 1559 року ефіопське військо захопило місто Харер, де загинув останній султан Адала Баракат.
Нур ібн Муджахід відвоював місто Харер, де був оголошений султаном. З цього часу утворюється Харерський султанат. Нур ібн Муджахід, спочатку зумів зупинити наступ ефіопів і португальців, у боротьбі з ним навіть загинув імператор Ґелавдевос. В боротьбі з Ефіопією було укладено союз з Османською імперією. Зрештою Нур також був розбитий 1567 року.
Після цього почалася за трон між Ісманом Аль-Хабаші, рабом Нура, та нащадками Гарада Абуна ібн Адаша, султана Адала. Лише у 1572 році перемогу здобув Мухаммад ібн Ісман. Втім його спроба поновити наступ на Ефіопію зазнало недачі — 1573 року він зазнав поразки, потрапив у полон, де був страчений.
Наступний правитель Мансур, син Мухаммада, вимушен був відмовитися від титула султана, ставши еміром. Зазнав нападів оромо, сомалі та афар, внаслідок чого володінян зменшилися до області від Хареру ба Сайли і Аусси. Після загибелі 1577 року еміра Мансура у війні проти ефіопів султанат Харер припинив існування. Замість нього утворився імамат Ауса.